# Fosilno gorivo
Fosilna goriva ali mineralna goriva so goriva, ki vsebujejo ogljikovodike. Med takšna goriva spadajo premog, nafta ter zemeljski plin. Uporaba fosilnih goriv je omogočila razvoj industrije in je večinoma izrinila vodne mline ter kurjavo lesa in šote za toploto.
Naravna fosilna goriva moramo pred uporabo primerno pripraviti s čiščenjem, drobljenjem (premog) in destilacijo (nafto). Plinasta fosilna goriva vsebujejo ogljik, vodik, žveplo, nafta dodatno še dušik. Premog vsebuje vse naštete elemente ter kisik in pepel. 
V naravnem okolju so naravna fosilna goriva plinasta, če imajo njihove molekule manj kot 5 ogljikovih atomov, če jih vsebujejo od 5 do 20, so tekoča, če pa molekule vsebujejo 21 in več ogljikovih atomov so fosilna goriva trdna. 
Pri proizvajanju elektrike se energija zgorevanja uporablja za pogon turbine. Starejši generatorji so pogosto uporabljali paro, ustvarjeno pri gorenju za pogon turbine, ampak v novejših elektrarnah plini, ustvarjeni pri gorenju, poganjajo turbino neposredno. 
Pri sežiganju fosilnih goriv nastajajo tudi snovi, ki so škodljive okolju. Del teh snovi se v kuriščih in termoelektrarnah izloči v ozračje. Med škodljivimi snovi so okolju najbolj škodljivi ogljikov dioksid (CO2), ogljikov monoksid CO, dušikovi in 
žveplovi oksidi (NOx in SOx) ter prašni delci.
Dušikovi oksidi nastajajo pri temperaturah nad 1300 °C. Takrat se zrak, ki ga dovajamo za zgorevanje, segreje tako močno, da dušikove molekule oksidirajo. Povzročajo fotokemični smog in kisli dež. Majhna količina goriv iz ogljikovodikov so biogoriva, ki so pridobljena iz atmosferskega ogljikovega dioksida in tako ne povečujejo količine tega plina v ozračju.

## Izvor
Po svetu krožita dve teoriji o izvoru fosilnih goriv: bolj pogosta biogenična teorija ter abiogenična teorija. Obe teoriji sta del intenzivne debate, ki se je začela v 1860. letih, kmalu po odkritju destilacije kerozina iz surove nafte (1947 - James Young) in pojavu prvih naftnih rafinerij. Biogenična teorija pravi, da so fosilna goriva nastala iz ostankov rastlin in živali v sedimentnih kamninah. Organske molekule povezane s temi organizmi tvorijo skupino kemikalij, znanih kot kerogeni. Ti so kasneje spremenjeni v ogljikovodike v procesu katageneze. Abiogenična teorija pa pravi, da so ogljikovi hidrati nastali ob Zemljinem nastanku.
Biogenična teorija je bila bolj priljubljena, saj se je v poznem 19. stoletju mislilo, da je bila Zemlja ob nastanku zelo vroča. To bi preprečilo nastanek ogljikovih hidratov, saj bi oksidirali v vodo in oglijkov dioksid. Ko se je kasneje ugotovilo, da vsa fosilna goriva vsebujejo sledi bioloških ostankov, se je podpora biogenični teoriji le povečala. Ideja, da bi življenje (celo mikrobsko) lahko obstajalo na takih globinah, kjer se je našlo nafto, je bila namreč še manj verjetna.
Raziskave v abiogenično teorijo trenutno še potekajo.

## Omejen vir
Glej glavni članek Hubbertov vrh
Poročila iz zgodnjih 1970. let (energijska kriza leta 1973), da se bodo zaloge nafte izčrpale v 1990. letih so se izkazala za neresnična, vendar še vedno obstaja prepričanje, da nafta ni neskončen vir. Povečana uporaba vodne in jedrske energije ter znanstveni napredki so zmanjšali našo odvisnost od fosilnih goriv, katerih uporaba se je ne glede na to povečala. Nafta je tudi pomembna, ker je vir petrokemikalij, katerih uporaba v današnjem svetu je ogromna.
Prej ali slej bomo morali najti alternativne vire. Ampak mnogi ljudje so mnenja, da čas, ko bomo porabili vse zaloge fosilnih goriv, je še vedno v daljni prihodnosti. Nekateri upajo, da bomo do takrat imeli na voljo danes še nedostopne vire energije, na primer jedrsko fuzijo.
Princip ponudbe in povpraševanja pravi, da bo z zmanjšanjem zalog cena fosilnih goriv narasla. Zato so mnogi mnenja, da bodo višje cene vodile do povečanih zalog, saj bodo v preteklosti dragi viri postali bolj ekonomsko upravičeni za porabo. Umetna goriva in ostali obnovljivi viri energije danes zahtevajo dražje načine proizvajanja kot fosilna goriva, vendar bi lahko postali bolj ekonomični do takrat.

## Kurilnost
| Gorivo                    | Kurilnost (MJ/kg) |
| Rjavi premog              | 13-17             |
| Metan                     | 50                |
| Težko kurilno olje        | 39,8              |
| Ekstra lahko kurilno olje | 42                |